# Oncología médica

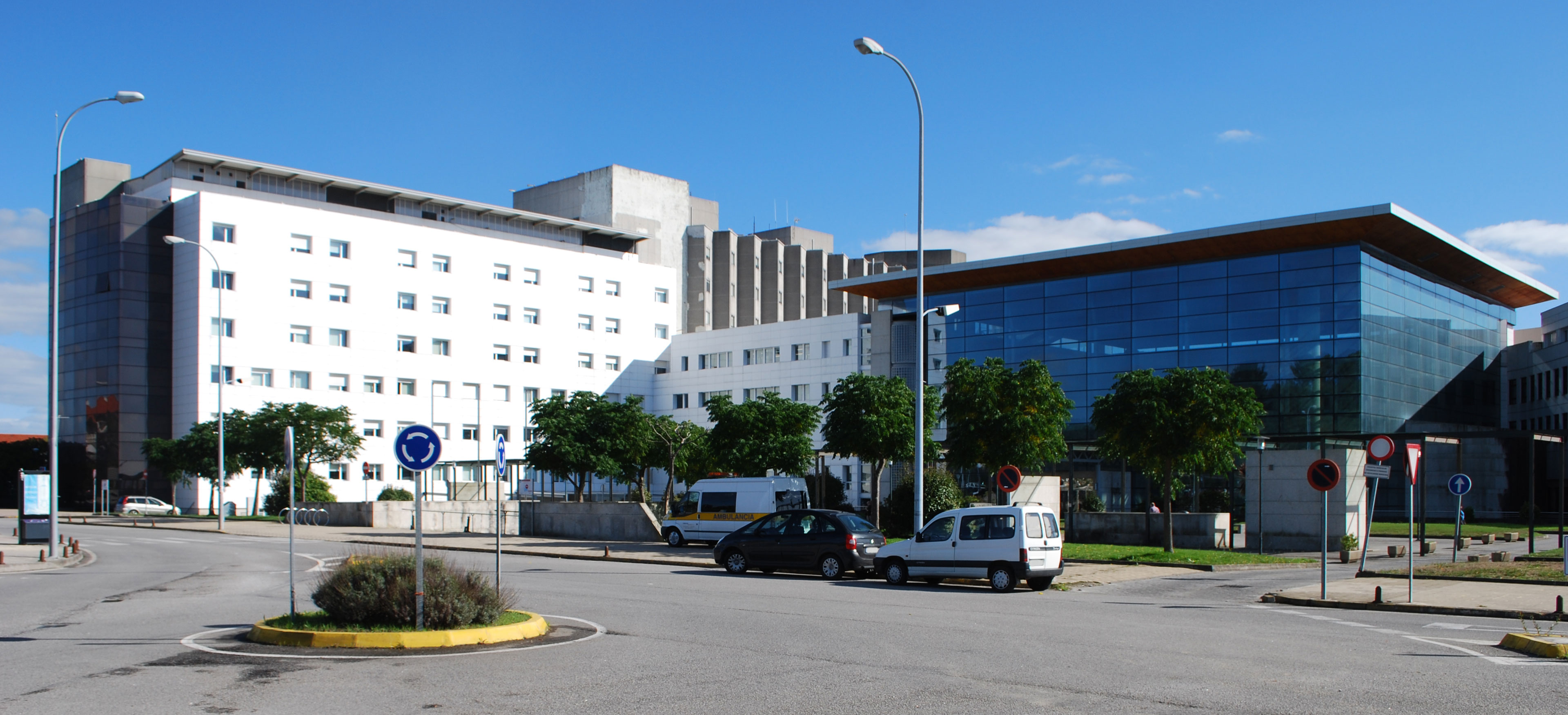
Hospital Arquitecto Marcide, de Ferrol, donde funciona uno de os Servicios de Oncología Médica del SERGAS.

La oncología médica es una especialidad médica, derivada del tronco de la medicina interna, dedicada al diagnóstico y tratamiento del cáncer, centrada en la atención del enfermo con cáncer como un todo, al que se trata con quimioterapia, terapia con hormonas y otros medicamentos, a diferencia de la oncología quirúrgica, que se encarga de la extirpación del tumor y de los tejidos circundantes durante una operación quirúrgica, y de la oncología radioterápica, que usa la radioterapia para tratar el cáncer.

## Funciones del oncólogo médico

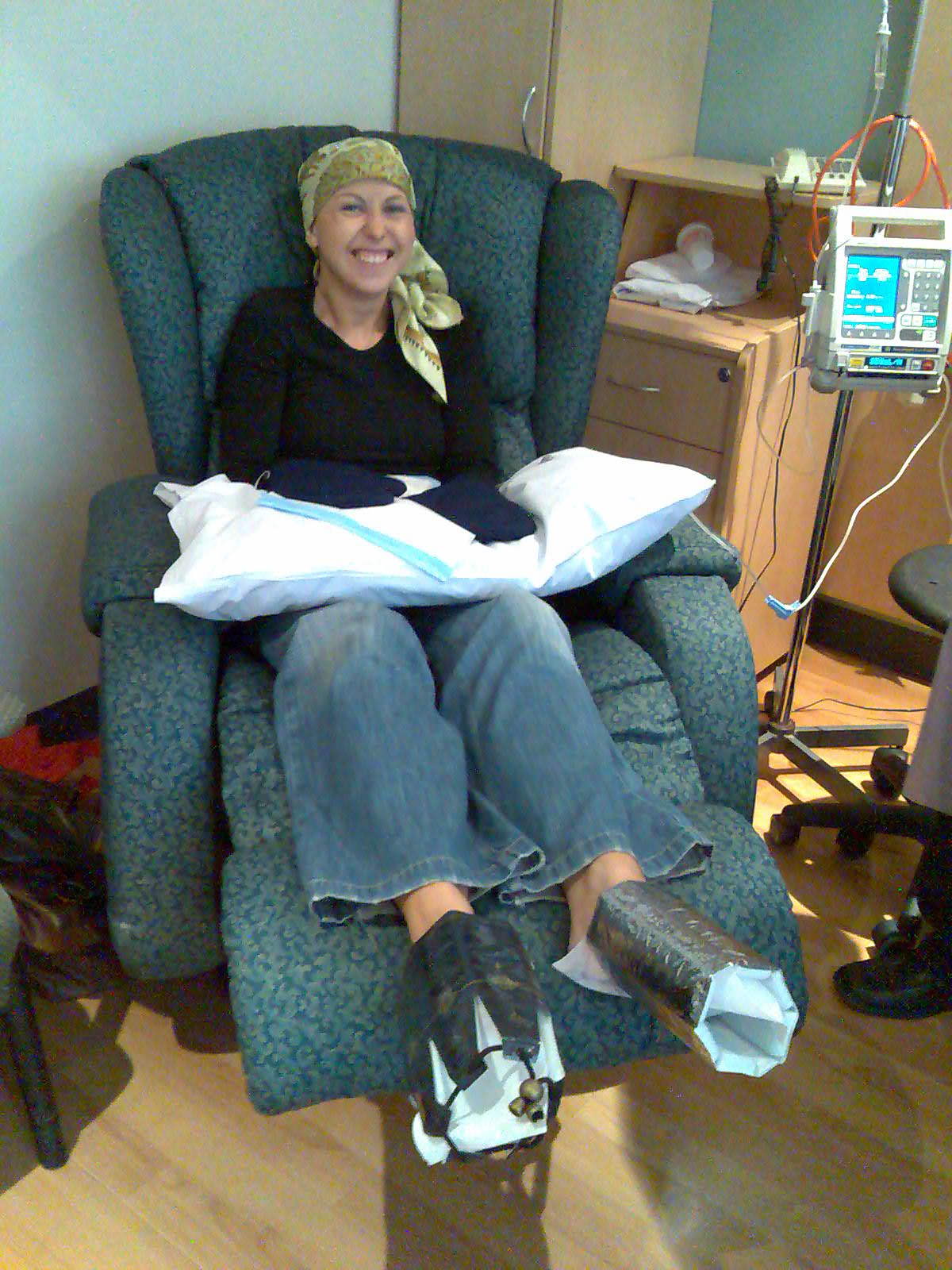
Enferma de cáncer tratada con quimioterapia.

El oncólogo médico es el especialista que atiende al enfermo de cáncer. Su objetivo es el cuidado del enfermo desde el diagnóstico, incluyendo el tratamiento y seguimiento, hasta la curación, o durante el período terminal del enfermo. Atiende la patología asociada a la enfermedad tumoral, y las complicaciones derivadas del tratamiento. Colabora activamente en el apoyo emocional, social y psicológico de los pacientes y de sus familiares. 
Se ocupa especialmente del manejo de los fármacos antineoplásicos: quimioterapia, terapia con hormonas y otros medicamentos, y debe poseer un conocimeinto amplio de su farmacocinética e interacciones con otras drogas.

## Breve historia de la especialidad
En la segunda mitad del siglo XX se produce un importante aumento, tanto de la complejidad de los métodos diagnósticos y terapéuticos, como de los tumores malignos como causa de muerte en las sociedades desarrolladas. Como consecuencia, los médicos que querían dedicarse al cuidado de los enfermos con procesos tumorales necesitaban una preparación especial, además de amplios conocimientos en Medicina Interna. 
La oncología médica surgió de la necesidad de cubrir aspectos médicos diferentes de los quirúrgicos y radioterápicos. 

## La oncología médica en España
La especialidad de oncología médica en España se instituyó (Decreto  15 de julio de 1934) en 168. Por aquel entonces, aunque en la Fundación Jiménez Díaz de Madrid se había adjudicado una plaza de médico residente de Oncología en octubre de 1956, fundándose también la SEQUIO (Sociedad Española de Quimioterapia Oncológica), la especialidad existía como ente independiente en pocos sitios, con profesionales procedentes de la bioquímica, la hematología y la medicina interna. No existe la especialidad de 'Oncología quirúrgica', pero sí hay una sociedad científica de Cirugía Oncológica, nutrida mayoritariamente por cirujanos generales, y los radioterapeutas, primero dentro de la especialidad de Radiología y radioterapia, y luego como: Oncología radioterápica, pero faltaba el apoyo de un internista que conociera la clínica de los tumores y que, además, se encargara del tratamiento. En 1978 fue cuando todo esto comienza a consolidarse gracias a un grupo de facultativos pioneros en ese campo, algunos de los cuales tuvieron que salir fuera para aprender cómo se hacían las cosas.
El reconocimiento oficial en España de la especialidad de oncología médica se produjo el año 1978. Se constituyó entonces la "Comisión Nacional de Oncología Médica", y se establecieron unos parámetros mínimos para acceder a la titulación correspondiente, coincidiendo con el inicio general de la titulación MIR.
Pero ya mucho antes, la Sociedad Española de Oncología Médica (SEOM), entidad científica de ámbito nacional, sin ánimo de lucro, se constituyó en 1976  (SEQUIO) con la finalidad de avanzar frente al cáncer y contribuir a que sus pacientes recibieran la mejor atención sanitaria posible. Y en la fecha del reconocimiento de la especialidad, su preocupación más inmediata fue asegurar que los más destacados es españoles pudieran tener una estructura organizativa y jerarquizada de la oncología médica.

### España, pionera en Europa de la especialidad
España fue el primer país europeo en el que se estableció la especialidad de oncología médica, la ASCO había empezado en 1964, y este hecho constituyó un ejemplo  para el resto de Europa, aunque también ocasionó muchos retos. Cuando se creó en 1975 la Sociedad Europea de Oncología Médica (ESMO), España era el único país en el que existía la especialidad como tal (aunque  "extraoficialmente"). Posteriormente, desde la ESMO se instó a os gobeirnos de otros países para que establecieran la especialidad, y en la actualidad (2018) está presente en los siguientes países: Alemania, Austria, Bosnia-Hercegovina, Chipre, Croacia, Eslovaquia, Eslovenia, Francia, Georgia, Grecia, Hungría, Islandia, Italia, Países Bajos, Portugal, Polonia, Reino Unido, República Checa, Rumanía, Suecia y Suiza.
Por eso, por ser la primera y llevar más camino recorrido, España es pionera y está a la vanguardia en el tratamiento oncológico. Los primeros  oncólogos médicos españoles, en su  mayoría procedentes de la medicina interna, lograron su titulación tras el acuerdo alcanzado por la SEOM y el Ministerio de Sanidad para el reconocimiento de la especialidad. Desde 1987, la SEOM dedicó buena parte de su actividad a proyectar y prestigiar la oncología española en el marco europeo.

## En Latinoamérica
La visión para el desarrollo de una Sociedad Latinoamericana y del Caribe de Oncología Médica es de un futuro donde el cáncer se previene, es detectado en forma temprana y curado o adecuadamente tratado para pacientes de todo el mundo y con estándares de tratamiento global del cáncer.

La Sociedad Argentina de Cancerología nació en 1947, de la idea y el trabajo de un grupo de prestigiosos profesionales, continuadores de la obra del Dr. Ángel H. Roffo, director del Instituto de Medicina Experimental.
La Asociación Argentina de Oncología Clínica, constituida en 1967, centra sus propósitos en promover el estudio, la investigación experimental y clínica, el perfeccionamiento y hallazgo de nuevos conocimientos científicos relacionados con el cáncer e relacionar a los especialistas nacionales entre sí y con los extranjeros, consensuando con otras organizaciones nacionales y extranjeras, públicas y privadas, la metodología tendiente a velar por el cumplimiento de las normas éticas de los asociados en su actividad profesional y por su perfeccionamiento.